# الجاجیه
الجاجیه (به عربی: الجاجیة) یک روستا در سوریه است که در حماه واقع شده‌است. الجاجیه ۶٬۴۱۹ نفر جمعیت دارد.